# 咸陽島
咸陽島（かんようとう）は、高知県宿毛市の宿毛湾にある島である。有人島の大島の西に位置し、二つの無人島からなる。

## 概要
干潮時には本土と一般道の大島橋でつながっている有人島の大島との間に“トンボロ現象”（海中から道があらわれる現象）を起こし、歩いてわたれるようになる陸繋島（タイダル・アイランド）である。トンボロ道は石ころだらけのうえ、カキなどが付着してゴツゴツして小豆島にある砂浜のエンジェルロードと違って歩きにくいのでしっかりと約300mを歩いて渡らないといけない。島の手前の大島側には咸陽島公園に無料駐車場があり、海水浴やキャンプもできる。

## 交通
【車】宿毛駅（くろしお宿毛線）→大島の咸陽島公園（約15分）

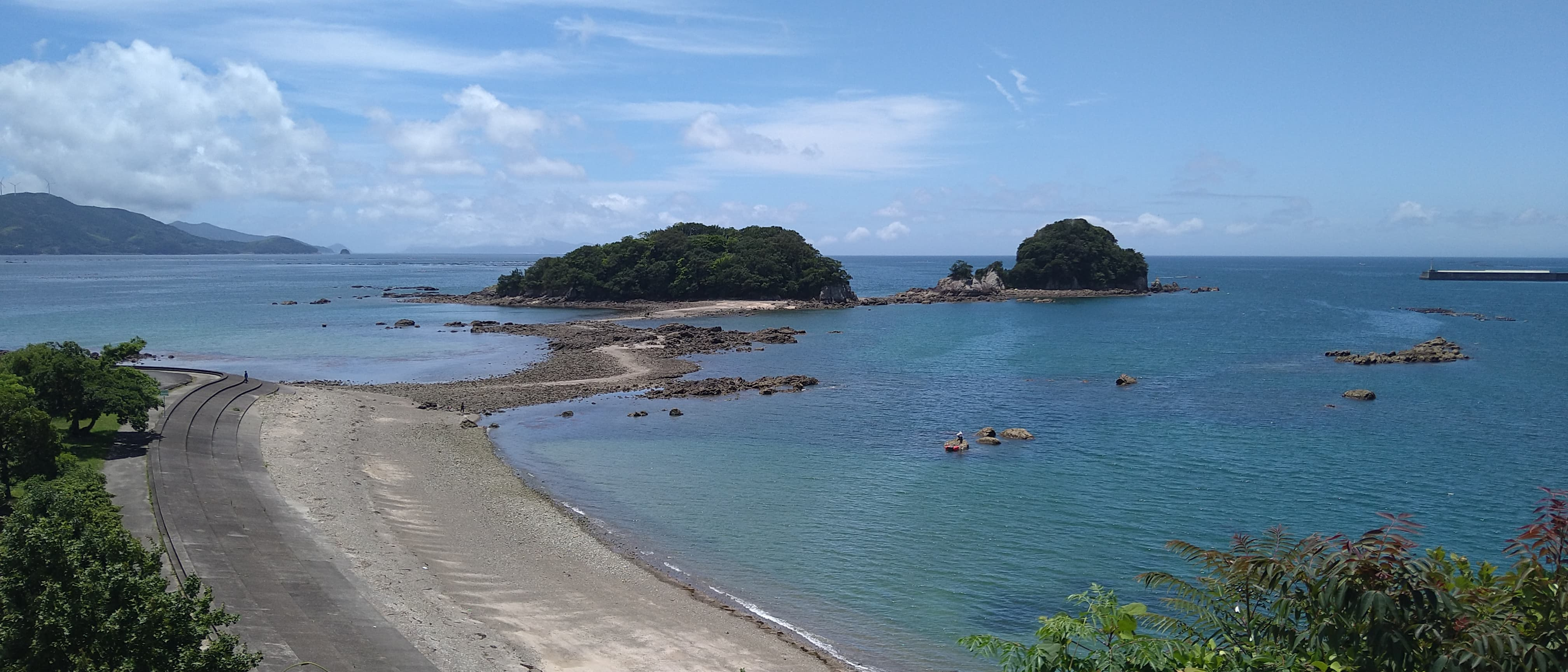
引き潮の時
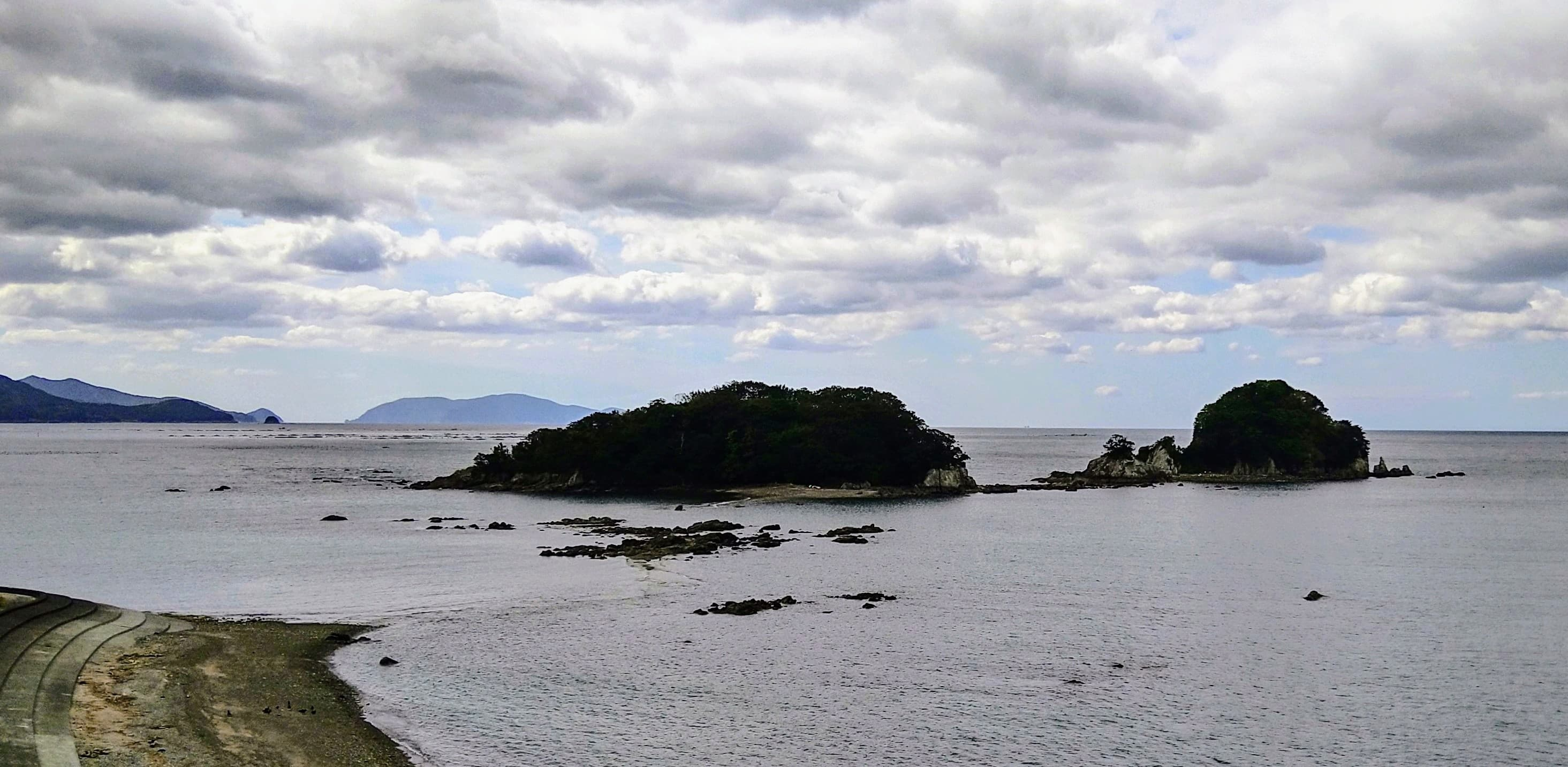
満ち潮の時
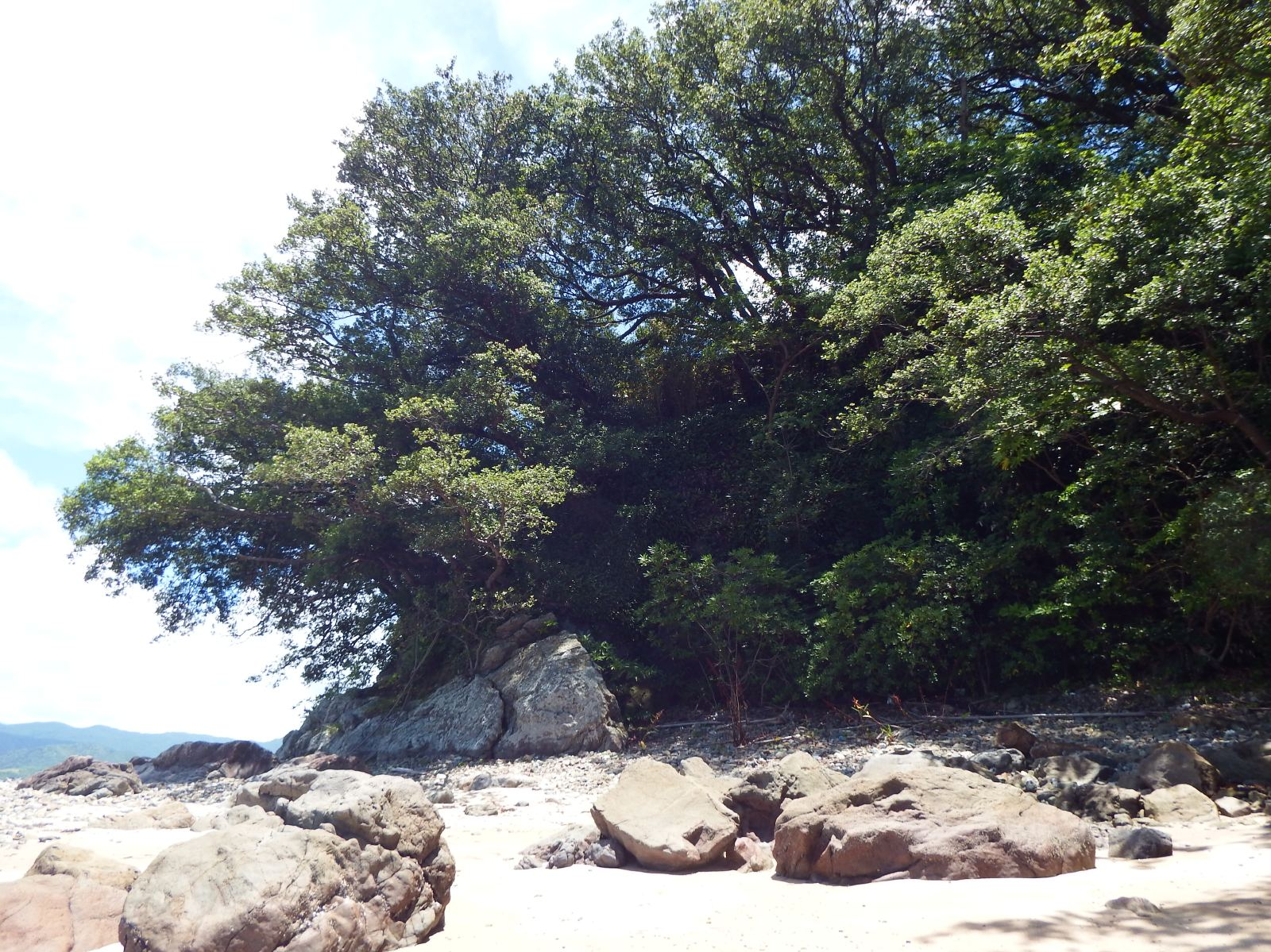
向かって左側
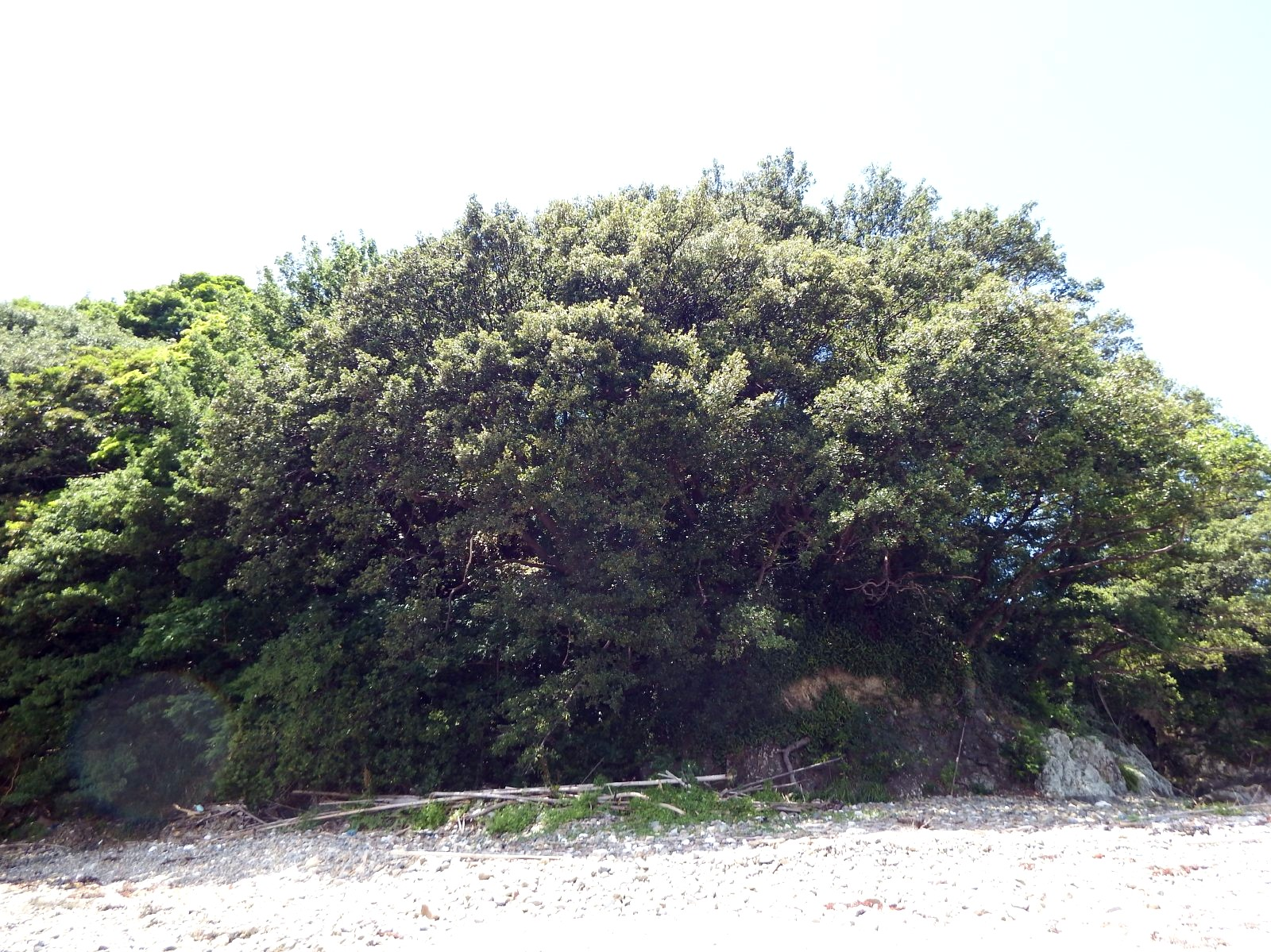
中央
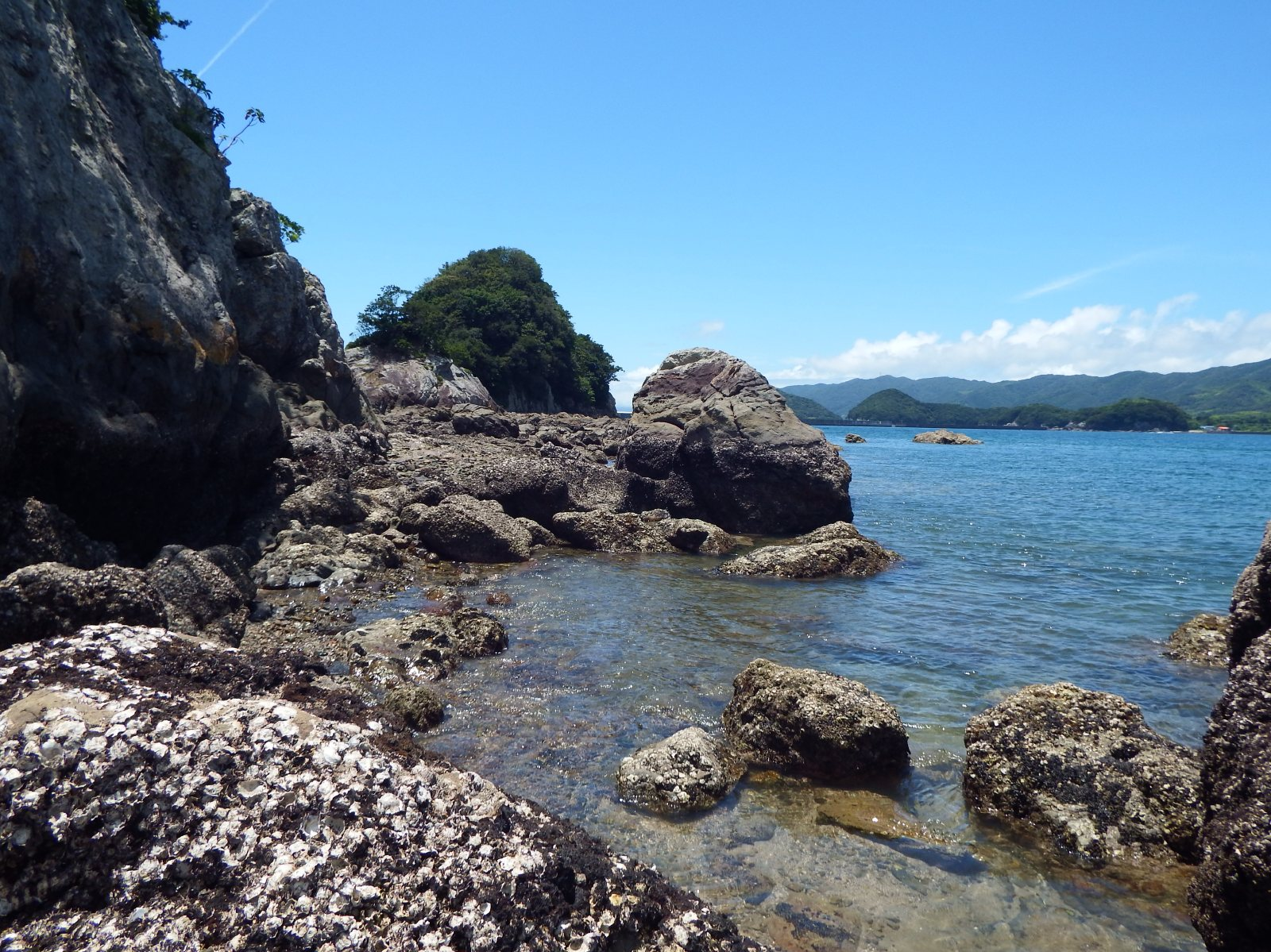
向かって右側